# エス・エス・エム
株式会社エス・エス・エム（英名：SSM）は、かつて東京都新宿区に存在したテレビ番組・コンテンツ等の企画を行う制作プロダクション、およびタレントのマネジメントを行う芸能事務所である。

## 概要
1986年2月4日に吉本興業の子会社として設立。
事業内容は、芸能家の育成およびマネジメント業務、音楽・演劇・映画・ビデオの企画・制作および興行。
社名の由来は“スーパー・スター・ミュージック”の頭文字。
設立当初はポピンズが所属した、音楽系のプロダクションを目指したとされる。
2011年4月1日によしもとクリエイティブ・エージェンシーへ合併され解散した。それに伴い、池脇千鶴・南果歩・松田百香・山本剛史・HARCOは同社の所属タレントとなった。

## 所属タレント
- 池脇千鶴（女優）
- 南果歩（女優）
- 雨宮有来（女優）
- 野嵜好美（女優）
- 松田百香（女優）
- 山本剛史（俳優）
- 片桐華子（タレント）
- 高野佳代子（タレント）
- 亜波根綾乃（歌手）
- 青木慶則（歌手）
- 榊原武士（歌手）
- 四午（風水トレーナー）
- 小林幸恵（歌手）
- プチ☆スタア（男性ツインボーカルユニット）

## 主な協力番組
テレビ東京系
- ASAYAN
- ハロー!プロジェクト関係
  - アイドルをさがせ!
  - モーニング娘。のへそ（へそぶた争奪戦）
  - ハローキッズ
  - 湘南瓦屋根物語
  - リトルホスピタル
  - ことミック
  - 燃えろ!マナー部
  - サイボーグしばた
  - キャプテンしばた
  - 美少女教育I・II
  - セクシー女塾
  - それゆけ!ゴロッキーズ
  - よろしく!センパイ
  - 二人ゴト
  - 魔女っ娘。梨華ちゃんのマジカル美勇伝
  - 娘。ドキュメント2005
  - 娘DOKYU!
  - 歌ドキッ! 〜ポップクラシックス〜
  - ベリキュー!
  - よろセン!

ハロプロ アイドル DVD系
- アロハロ!モーニング娘。さくら組&おとめ組
- アロハロ!高橋愛
- モーニング娘。石川梨華 卒業メモリアル
- モーニング娘。紺野あさ美 卒業メモリアル
- モーニング娘。小川麻琴 卒業メモリアル
- モーニング娘。DVDマガジン vol.4
- 美勇伝 DVDマガジン vol.1
- Berryz工房 DVDマガジン vol.3
- W&Berryz工房 DVDマガジン vol.2
- AYAKAのとつげき英会話
- Hello!Project DVDマガジンVol.7
- モーニング娘。DVDマガジン vol.7 / 美勇伝 DVDマガジン vol.2

GyaO系
- ミスマガ!
- 仲村みうのスク水温泉
- バミリオン・プレジャー・ナイト
- オー!マイキー
- 日常1，2
- 日が暮れても彼女と歩いてた